# Termitoscrofa brevis
Termitoscrofa brevis är en tvåvingeart som beskrevs av Delachambre 1966. Termitoscrofa brevis ingår i släktet Termitoscrofa och familjen puckelflugor.
Artens utbredningsområde är Elfenbenskusten. Inga underarter finns listade i Catalogue of Life.